# 尼古拉·巴兰斯基
尼古拉·尼古拉耶维奇·巴兰斯基（俄語：Николай Николаевич Баранский，1881年7月21日—1963年11月29日）苏联经济地理学家，经济地理区域学派的奠基人。曾担任莫斯科大学教授、苏联科学院通讯院士、俄罗斯联邦教育科学院院士。

## 生平
巴兰斯基出生于托木斯克一个教师家庭。青年时代曾参与工人运动，1898年加入了俄国社会民主工党。1899年从托木斯克高中毕业，进入托木斯克帝国大学法学院学习。1901年，巴兰斯基因参加学生示威而被大学开除，之后因参与政治活动而多次被捕。
1910年至1914年，巴兰斯基在莫斯科商科大学（今俄罗斯普列汉诺夫经济大学）经济系学习。1920年加入苏联共产党。1929年，他在莫斯科国立大学创建了经济地理系，长期担任该系主任。
著有《苏联经济地理──国家计委划定的各州区概述》（Экономическая география СССР: обзор по областям Госплана）、《经济地理学、经济地图学》（Экономическая география. Экономическая картография）等。

## 纪念
- 在托木斯克，其故居立有一块牌匾。
- 南千島群島中的伊图鲁普岛（擇捉島）有一座火山以他的名字命名。
- 在阿拉木图麦迪奥区有一条巴兰斯基街。
- 在赤塔铁路区有一条巴兰斯基街。
- 莫斯科国立大学地理系第2109号流媒体教室以尼古拉·巴兰斯基的名字命名。